# Adyrna
 (février 2015).
Si vous disposez d'ouvrages ou d'articles de référence ou si vous connaissez des sites web de qualité traitant du thème abordé ici, merci de compléter l'article en donnant les références utiles à sa vérifiabilité et en les liant à la section « Notes et références ».
L’adyrna (en kazakh aдырна) est une sorte de petite harpe utilisée en musique kazakhe traditionnelle.